# Soviet Strike
Soviet Strike è un videogioco sparatutto del 1996 sviluppato e pubblicato da Electronic Arts per PlayStation. Realizzato dagli stessi sviluppatori di Road Rash, il progetto originale consisteva nella creazione di un titolo 3D a 32 bit della serie Strike. Il gioco ha ricevuto una conversione per Sega Saturn ed è stato distribuito per PlayStation Portable, PlayStation Vita e PlayStation 3 tramite PlayStation Network.